# Amable Massis
Amable Massis est un altiste et compositeur français, né le 2 juin 1893 à Cambrai (Nord) et mort le 10 juin 1980 à Troyes (Aube). Il a fondé le Conservatoire de Troyes en 1920.

## Biographie
Fils de Pierre Massis, professeur de lettres, Amable Massis suit sa scolarité au collège et au conservatoire à Cambrai, obtient un premier prix d'alto en 1911, puis entre au Conservatoire de Paris. Il est membre du Quatuor Poulet de 1912 à 1920, et fait partie des Concerts Colonne de 1912 à 1914. Blessé aux poumons en 1915, il est hospitalisé à Troyes. 
Après l’armistice de 1918, on lui offre un poste de soliste à Boston, mais il préfère rester à Troyes pour y développer l’enseignement musical. Il fonde le Conservatoire de musique et d’art lyrique de Troyes en 1920, institution nationalisée en 1925. Il fonde parallèlement la société des concerts du conservatoire, dont il est le chef d’orchestre, et crée des cours de solfège dans les écoles de Troyes. 
En 1947, il est nommé inspecteur général de l’enseignement musical à Paris, puis chargé des spectacles lyriques à la direction des Arts et des Lettres de 1947 à 1962. Il prend sa retraite à Troyes en 1962. En 1970, il fonde la Société de musique de chambre du département de l’Aube. 
Il est aussi compositeur, ayant produit de très nombreuses œuvres abordant tous les genres : il est l'auteur de 126 compositions instrumentales, orchestrales et vocales comprenant des transpositions, des poèmes musicaux, des pièces enfantines, des danses, des berceuses, des musiques de scène et autres variétés.
Il meurt à Troyes en 1980.
Il existe une rue Amable Massis à Troyes.

## Distinctions
- Croix de guerre 1914-1918 (France).
- Chevalier des Palmes académiques.
- Officier des Arts et des Lettres.
- Officier de la Légion d’Honneur.
- Membre de la Société académique de l'Aube.

## Publications

### Ouvrages
- L’éducation rythmique, 1933.
- Petite musique de nuit à la façon de Marcel Proust, 1951.
- Cours préparatoire à l'éducation musicale, Paris, Zurfluh, 1961
  - I. Constitution de l'échelle sonore
  - II. Le rythme
  - III. Les intervalles

### Compositions
- L'astronome, 1931.
- Berceuse du jeune éléphant, 1931.
- Poème symphonique pour alto et orchestre, 1942.
- Impromptu pour trombone et piano, Paris, Leduc, 1949.
- Pastorale pour flûte et piano, 1953.
- Adagios pour cordes et orgue en sol mineur, 1957.
- Le baume[5].